# Choi Kyoung-sik
Choi Kyoung-sik (en hangul, 최경식), nacido el 24 de septiembre de 1966) es un entrenador y exjugador de tenis de mesa surcoreano.

## Biografía
Choi ha ganado cinco medallas en tres Juegos Paralímpicos (2000, 2004 y 2008).
Ha estado entrenando al equipo nacional desde su retiro.